# Luke Allen-Gale
Luke Allen-Gale (ur. 6 listopada 1984) – angielski aktor teatralny, filmowy i telewizyjny.

## Filmografia

### Filmy fabularne
- 2010: Tajemniczy świat Arrietty (Karigurashi no Arrietty) jako Spiller (głos)
- 2011: Kapitan Ameryka: Pierwsze starcie (Captain America: The First Avenger)[2] jako Army Heckler

### Seriale TV
- 2008: Wallander jako Robert Modin
- 2009: Kröd Mändoon and the Flaming Sword of Fire jako lord Roderick
- 2011: The Promise jako kapral Jackie Clough
- 2011: Śmierć pod palmami (Death in Paradise) jako Adam Fairs
- 2011: Morderstwa w Midsomer (Midsomer Murders)[3] jako Dave Doggy Day
- 2011–2012: Monroe jako Daniel Springer
- 2013: Rodzina Borgiów (The Borgias) jako Fredirigo
- 2013: Ripper Street: Tajemnica Kuby Rozpruwacza (Ripper Street) jako Ezekiel Bruton
- 2013: Endeavour jako Derek Clark
- 2014–2015: Dominion jako William Whele[4]
- 2016: Jerycho jako Giles Sorsby